# Schomburgk-Hirsch
Der Schomburgk-Hirsch (Rucervus schomburgki, Syn.: Cervus schomburgki) ist eine ausgestorbene Säugetierart aus der Familie der Hirsche (Cervidae). Er lebte in Thailand und ist nach Robert Hermann Schomburgk, einem deutschen Forschungsreisenden und späteren Generalkonsul in Siam, benannt.

## Merkmale
Schomburgk-Hirsche hatten ein braunes Fell, wobei die Unterseite heller war, die Beine und die Stirn waren rötlichbraun gefärbt. Er hatte ein stark verzweigtes, vielendiges Geweih. Die Kopfrumpflänge dieser Tiere betrug rund 1,8 Meter, die Schulterhöhe 104 Zentimeter und das Gewicht 100 bis 120 Kilogramm.

## Verbreitung und Lebensweise
Dieser Hirsch bewohnte Sumpfgebiete im südlichen Mittelthailand, vor allem im Tal des Mae Nam Chao Phraya (Chao-Phraya-Fluss). Möglicherweise kam er früher auch in Laos und Südchina (Yunnan) vor. Gebiete mit zu dichter Vegetation mied er. Zu Zeiten des Hochwassers flüchtete er sich auf kleine Inseln, die aus dem Wasser ragten.
Er war vermutlich nachtaktiv und lebte in Gruppen, die aus einem Männchen, mehreren Weibchen und dem gemeinsamen Nachwuchs bestanden. Seine Nahrung setzte sich aus Gräsern und anderen Pflanzen zusammen.

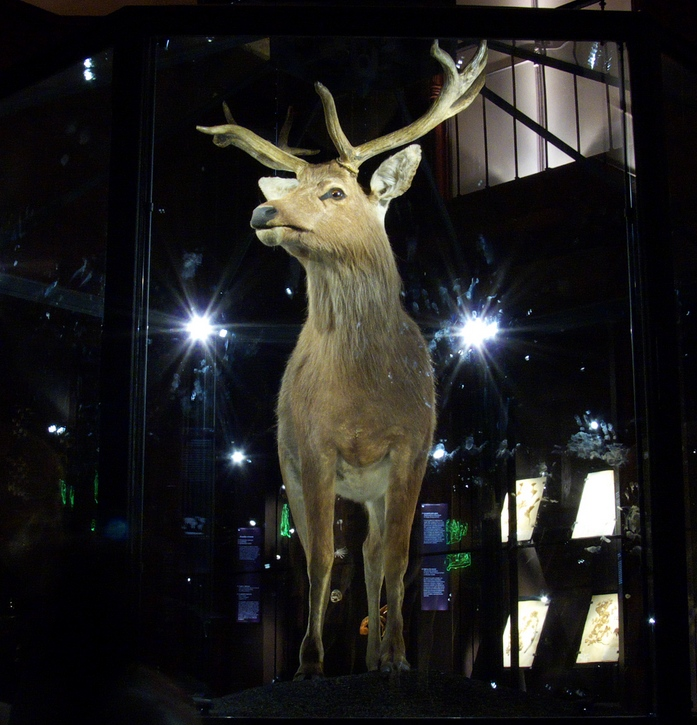
Dermoplastik eines Schomburgk-Hirsches im Naturkundemuseum in Paris

## Die Ausrottung
Mit der großflächigen Umwandlung der Sumpfgebiete in Reisanbauflächen ab dem 19. Jahrhundert wurde der Lebensraum der Schomburgk-Hirsche immer weiter eingeschränkt. Dazu kam die Bejagung der Tiere, die insbesondere in Hochwasserzeiten, als sich Gruppen auf kleine Inseln flüchteten, sehr einfach war. 1932 wurde der letzte wildlebende Schomburgk-Hirsch geschossen, 1938 starb das letzte in einem Zoo gehaltene Exemplar.
Seitdem waren mehrere Suchexpeditionen in Thailand erfolglos. Aufsehen erregte 1991 die Meldung, dass auf einem Markt in Laos ein Geweih eines im Vorjahr geschossenen Tieres zum Kauf angeboten wurde, das möglicherweise einem Schomburgk-Hirsch gehört hatte. Manche Zoologen glauben daher, dass die Expeditionen an der falschen Stelle gesucht haben und dass die Art noch im Norden Laos’ leben könnte.
Die IUCN listet die Art als ausgestorben und hält auch die Behauptung, der Schomburgk-Hirsch hätte andere Länder als Thailand bewohnt, für nicht ausreichend belegt.

## Systematik
Grzimeks Tierleben nannte ihn eine Unterart des Barasingha, was aber wegen des abseits gelegenen Verbreitungsgebiets und deutlicher morphologischer Unterschiede unwahrscheinlich ist. Gemeinsam mit den Barasinghas bildet er die Gattung der Zackenhirsche (Rucervus), die früher teilweise in die Gattung der Edelhirsche (Cervus) gestellt wurde.